# 1001 vrouwen uit de Nederlandse geschiedenis
1001 vrouwen uit de Nederlandse geschiedenis is een naslagwerk met 1001 biografieën van bekende Nederlandse vrouwen uit (pakweg) de laatste 1000 jaar. Het boek verscheen in februari 2013 en is samengesteld door Els Kloek. De titel op de titelpagina is Vrouwen uit de Nederlandse geschiedenis.

## Achtergrond
1001 vrouwen uit de Nederlandse geschiedenis is een resultaat van het onderzoeksproject Digitaal Vrouwenlexicon van Nederland, dat gedurende zeven jaar onder de leiding van Els Kloek uitgebouwd werd. Meer dan 300 auteurs hebben aan het boek meegewerkt. Anna de Haas, Marloes Huiskamp, Els Kloek en Kees Kuiken hebben ieder meer dan 40 biografieën geschreven.
Het boek is samengesteld als historische inhaalmanoeuvre op het gebied van vrouwengeschiedenis: vrouwen stonden meestal niet in de mainstream van de geschiedenis en bekleedden meestal geen machtsposities. Voor de keuze van de vrouwen werden twee criteria gehanteerd: prestatie en/of reputatie. Uit de selectie in het boek blijkt dat veel vrouwen in het verleden via cultuur of kerk bekend geworden zijn.
Voor een deel is het naslagwerk gefinancierd via crowdfunding: het publiek kon tegen betaling een vrouw 'adopteren'. Van februari tot mei 2013 werd bij de Bijzondere Collecties van de Universiteit van Amsterdam een tentoonstelling rond het boek georganiseerd. Ook is naar aanleiding van de lancering van het boek een postzegelvel uitgebracht, met portretten van zes vrouwen uit het boek: Alexine Tinne, Belle van Zuylen, Trijn van Leemput, Maria van Oosterwijck, Maria van Bourgondië en Anne Zernike. Het postzegelvel is op 2 april 2013 overhandigd aan prinses Máxima en werd ontworpen door grafisch vormgever Roosje Klap.
De vormgever van het boek 1001 vrouwen uit de Nederlandse geschiedenis was Irma Boom. Op 8 oktober 2016 werd het boek door de lezers van Historisch Nieuwsblad verkozen tot 'beste geschiedenisboek aller tijden'.

## Enkele voorbeelden
De 'oudste' biografie in het boek is gewijd aan de beschermheilige Cunera van Rhenen; de 'jongste' aan de in 2005 overleden vakbondsvrouw Karin Adelmund.

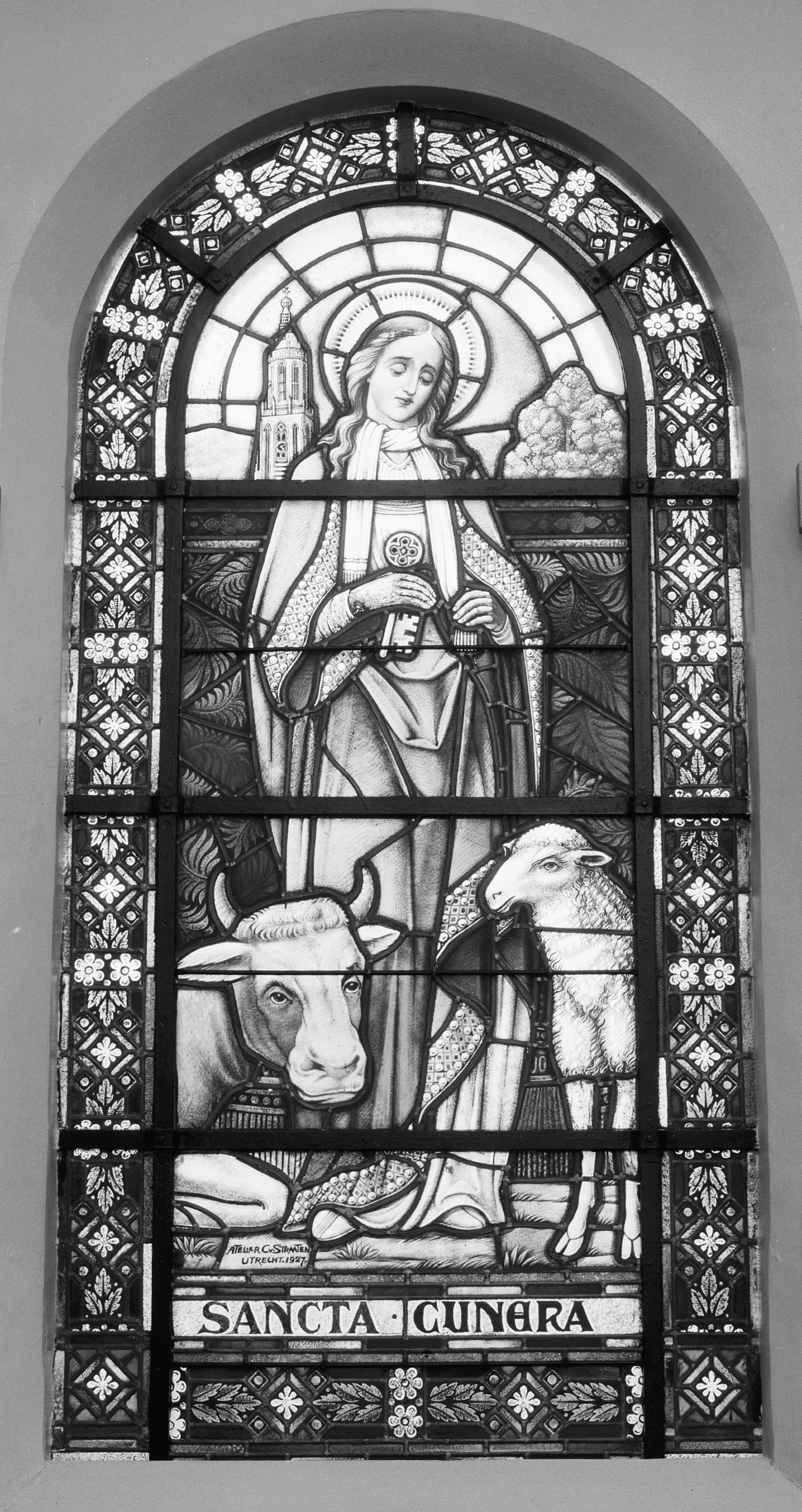
Cunera van Rhenen (leefde ca. 337)
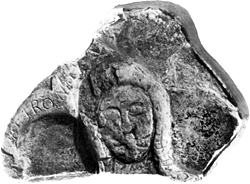
Petronilla van Lotharingen (ca. 1082-1144)
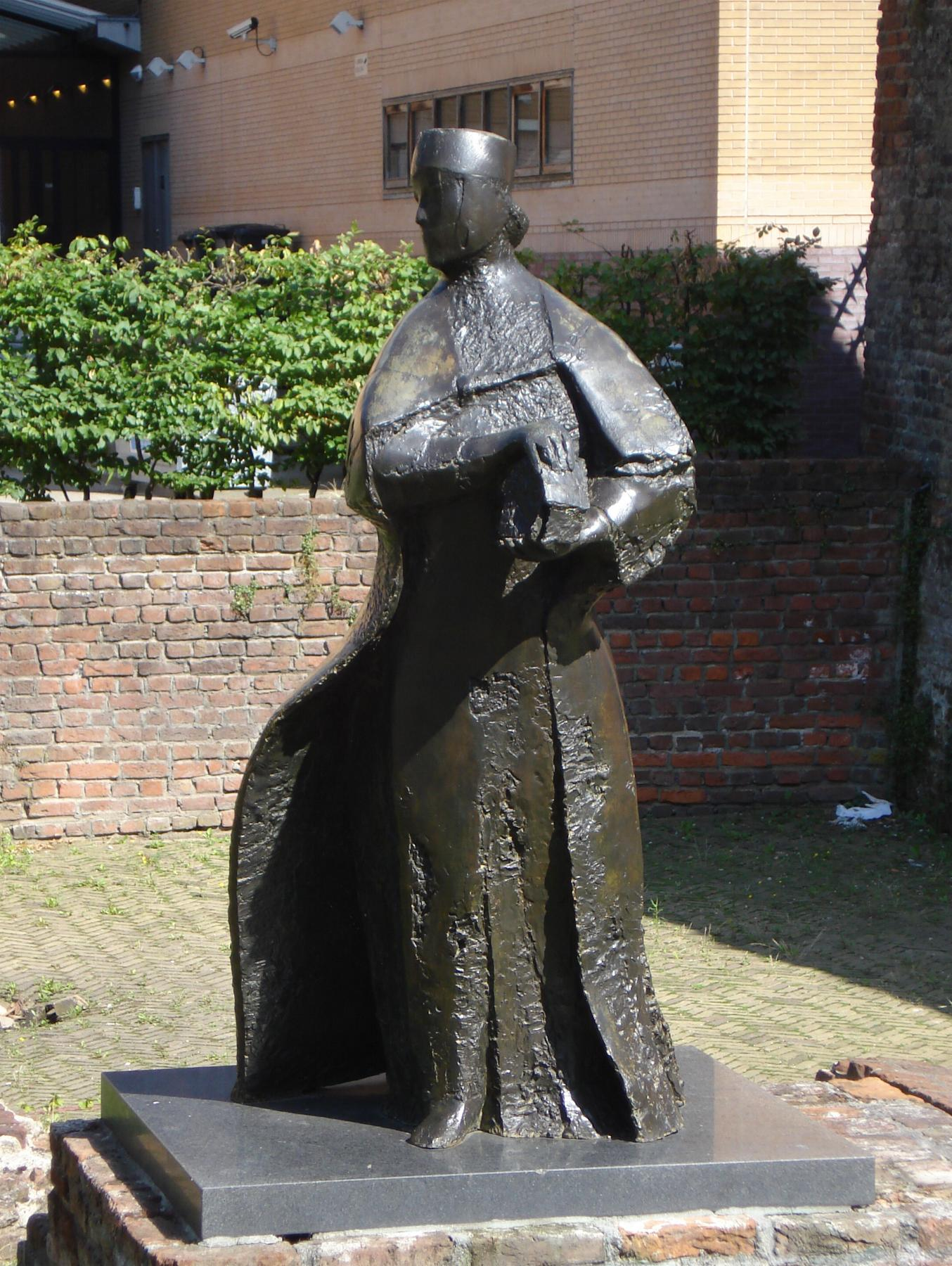
Aleid van Holland (1228-1284)
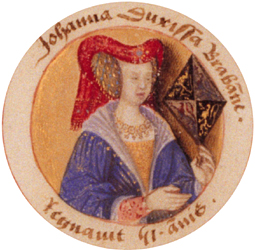
Johanna van Brabant (1322-1406)
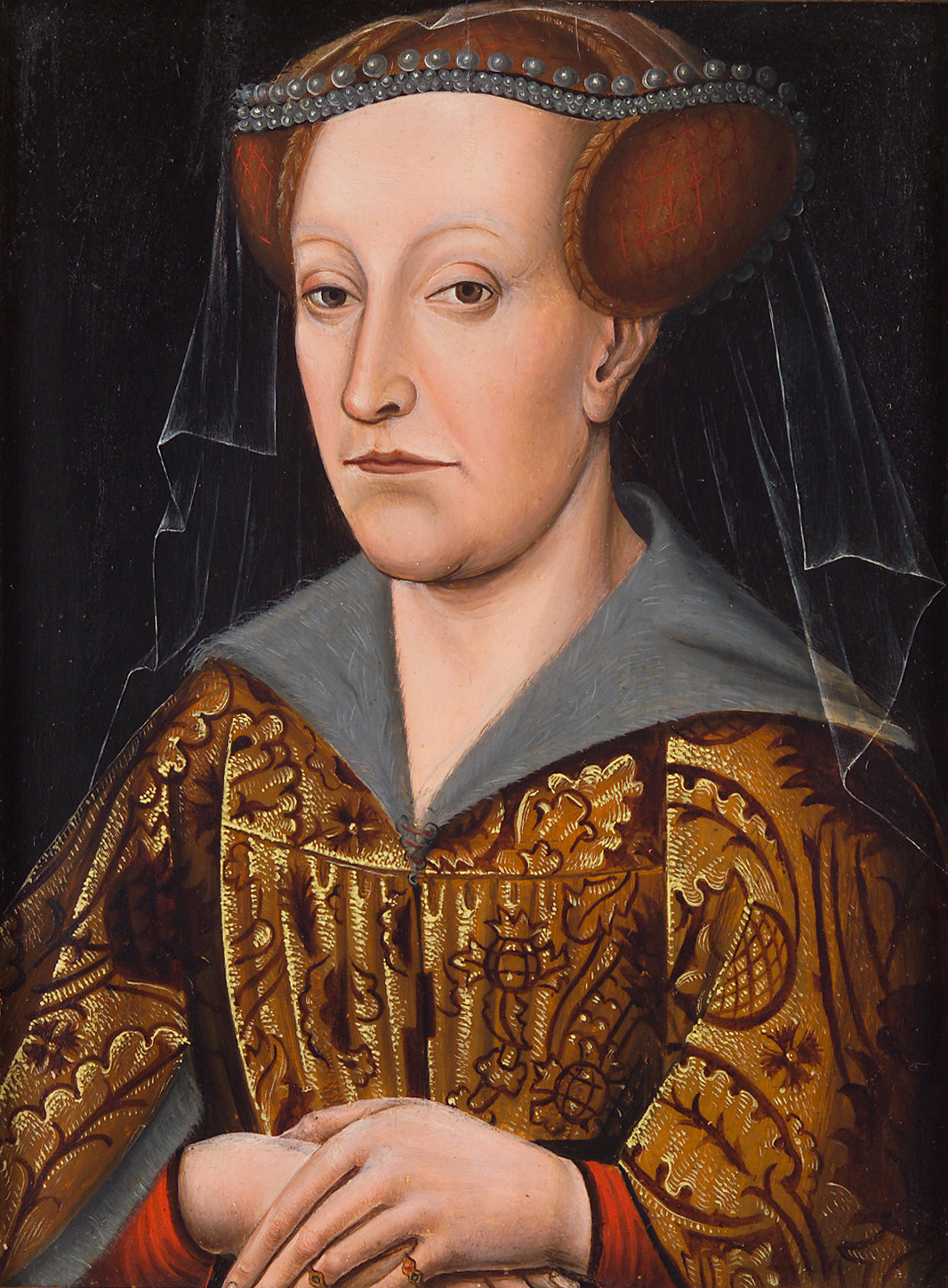
Jacoba van Beieren (1401-1436)
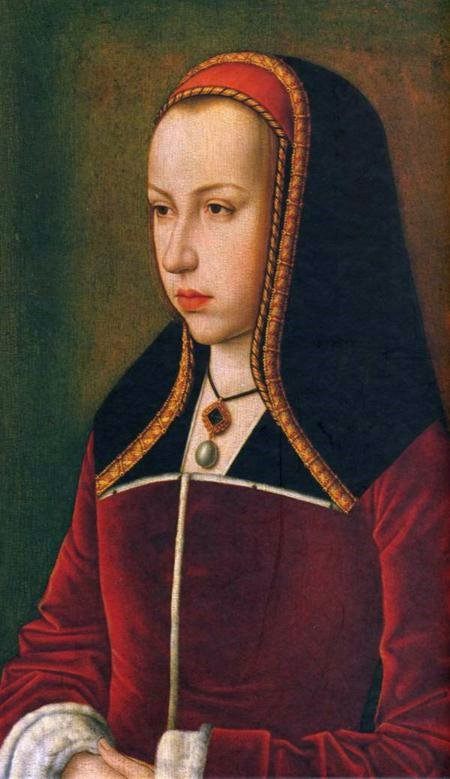
Margaretha van Oostenrijk (1480-1530)
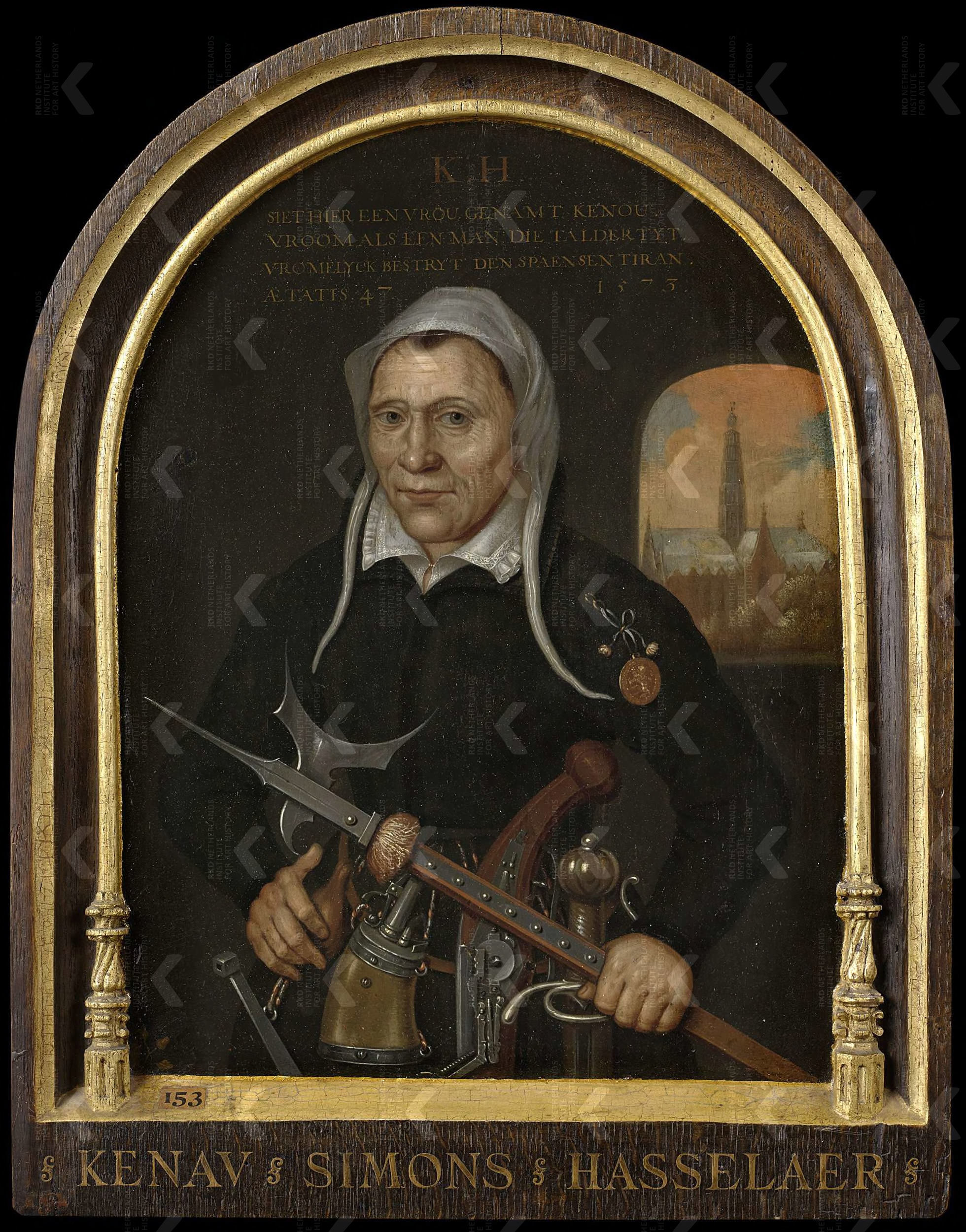
Kenau (1526-1588/1589)
Henriëtte Catharina van Oranje (1637-1708)
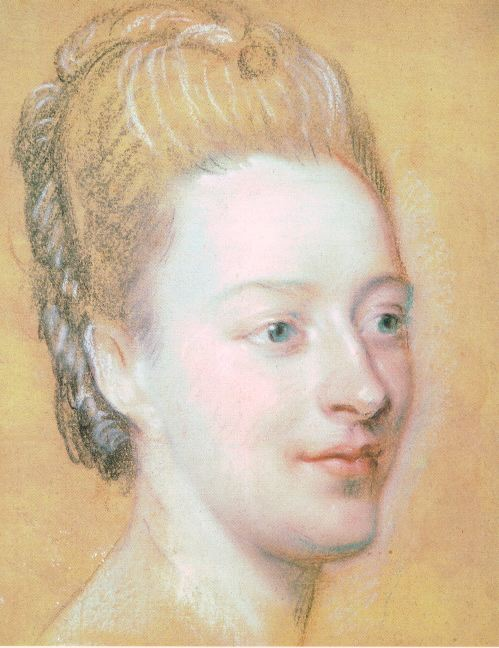
Belle van Zuylen (1740-1805)
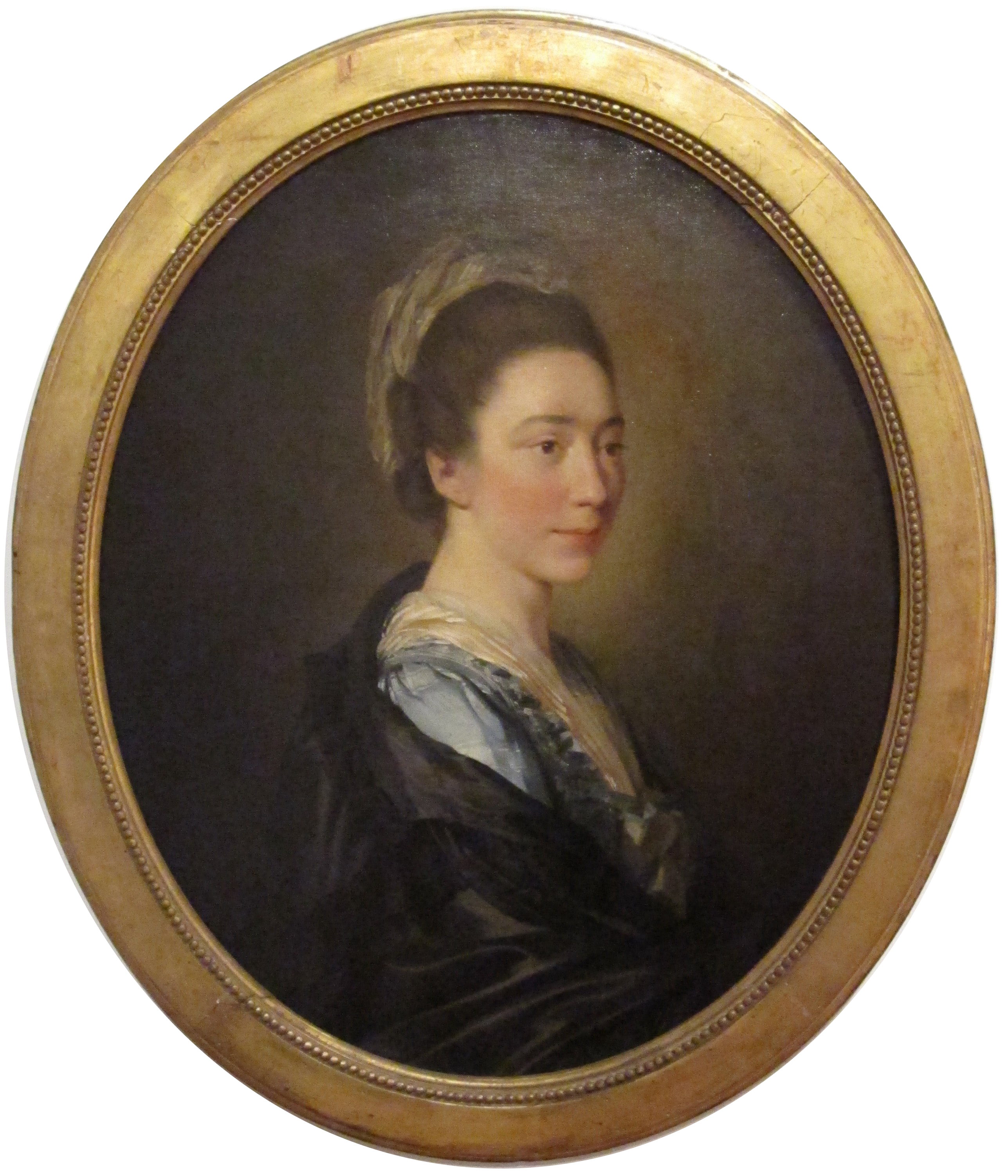
Marie-Anne Collot (1748-1821)
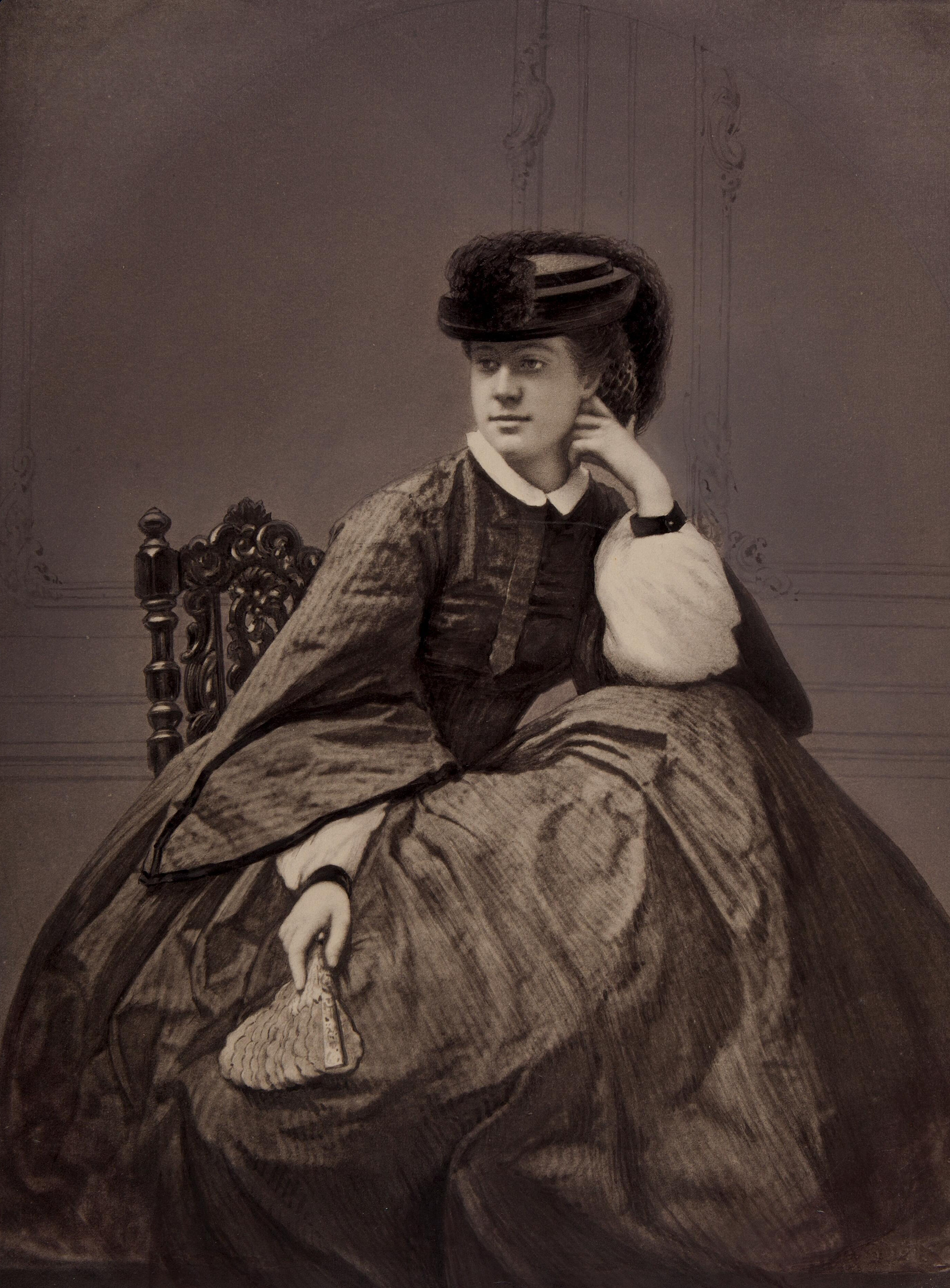
Alexine Tinne (1835-1869)
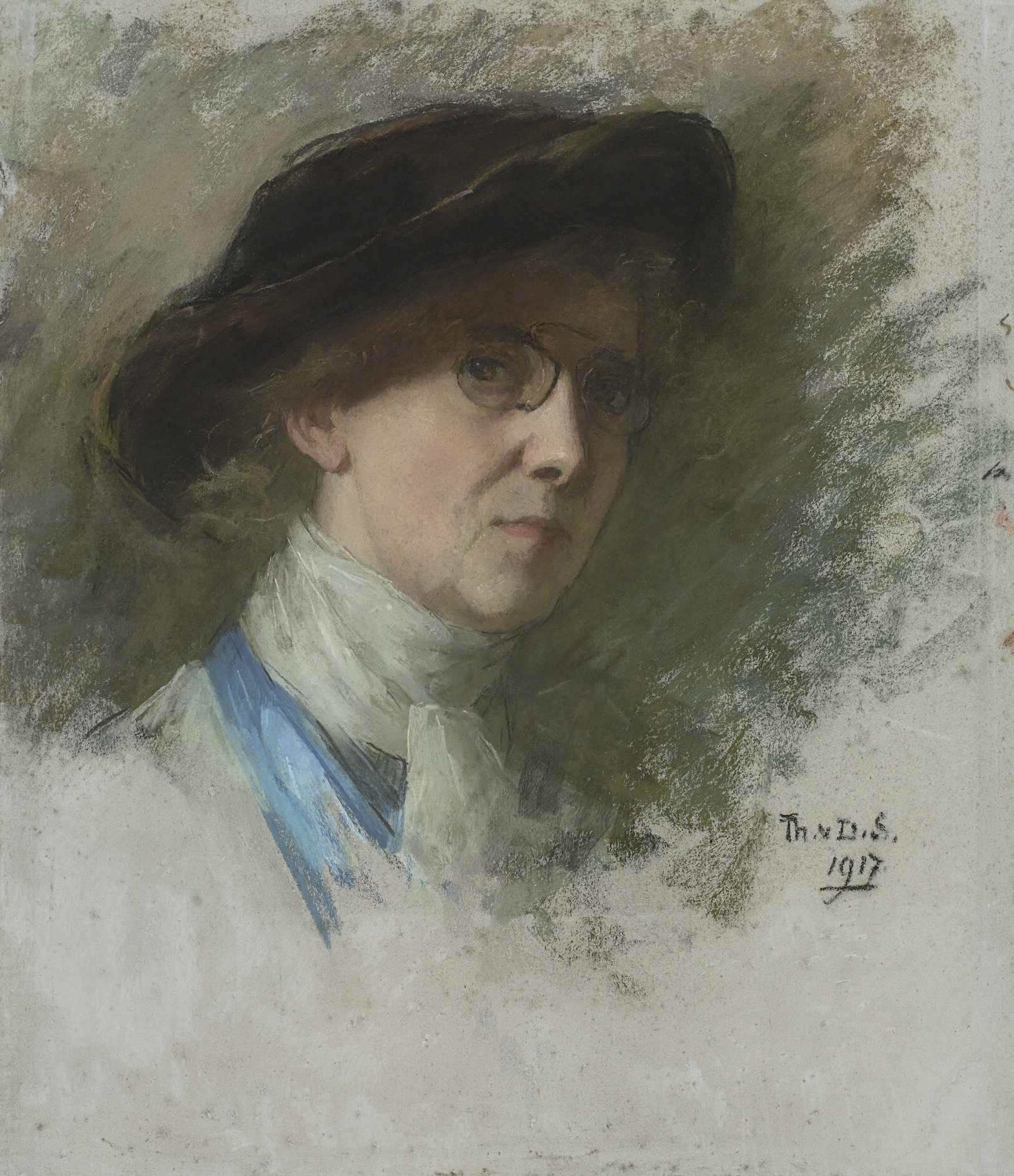
Thérèse Schwartze (1851-1918)
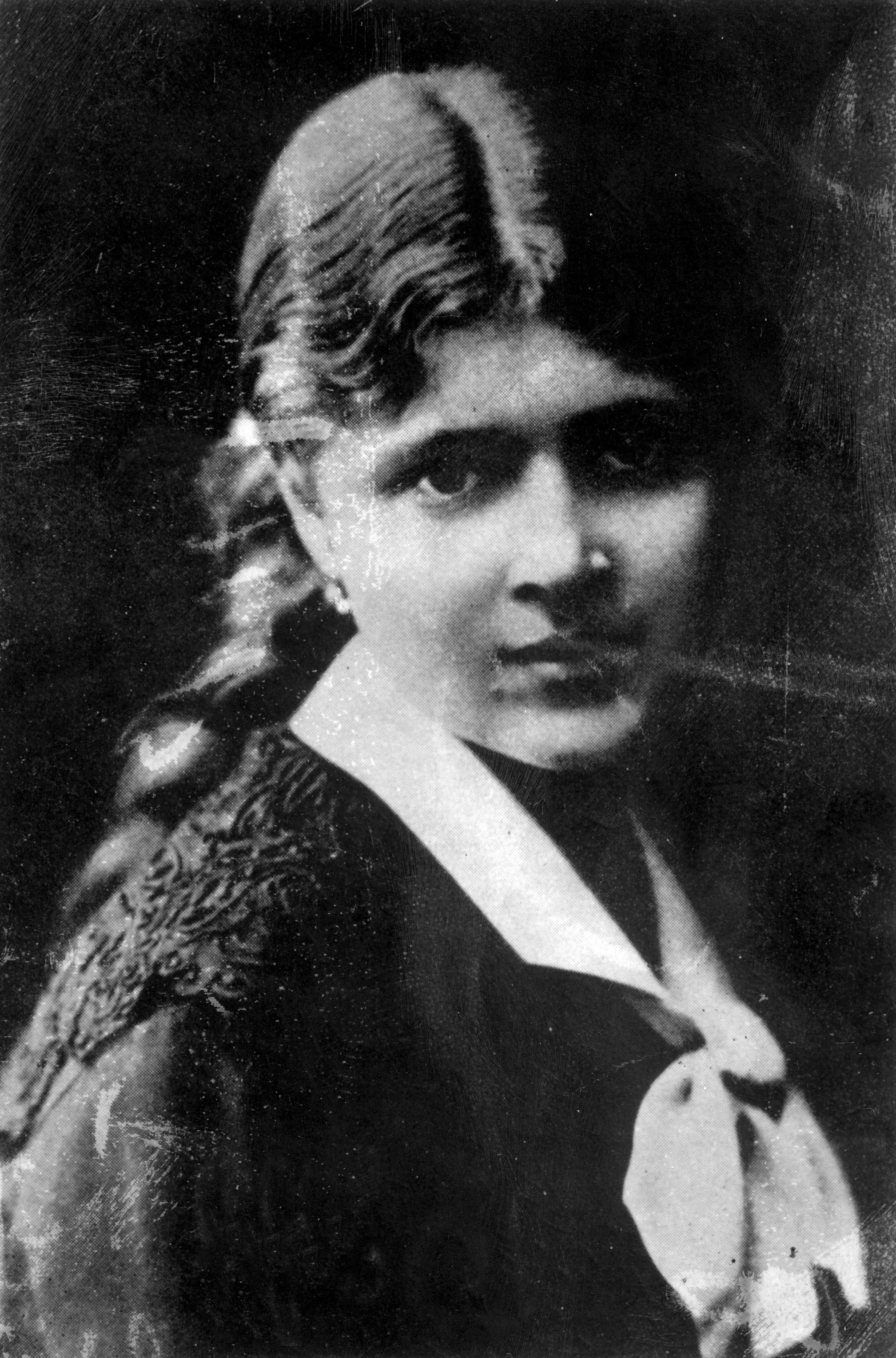
Neel Doff (1858-1942)
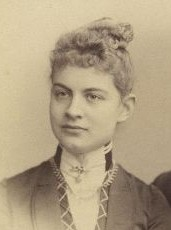
Helene Kröller-Müller (1869-1939)
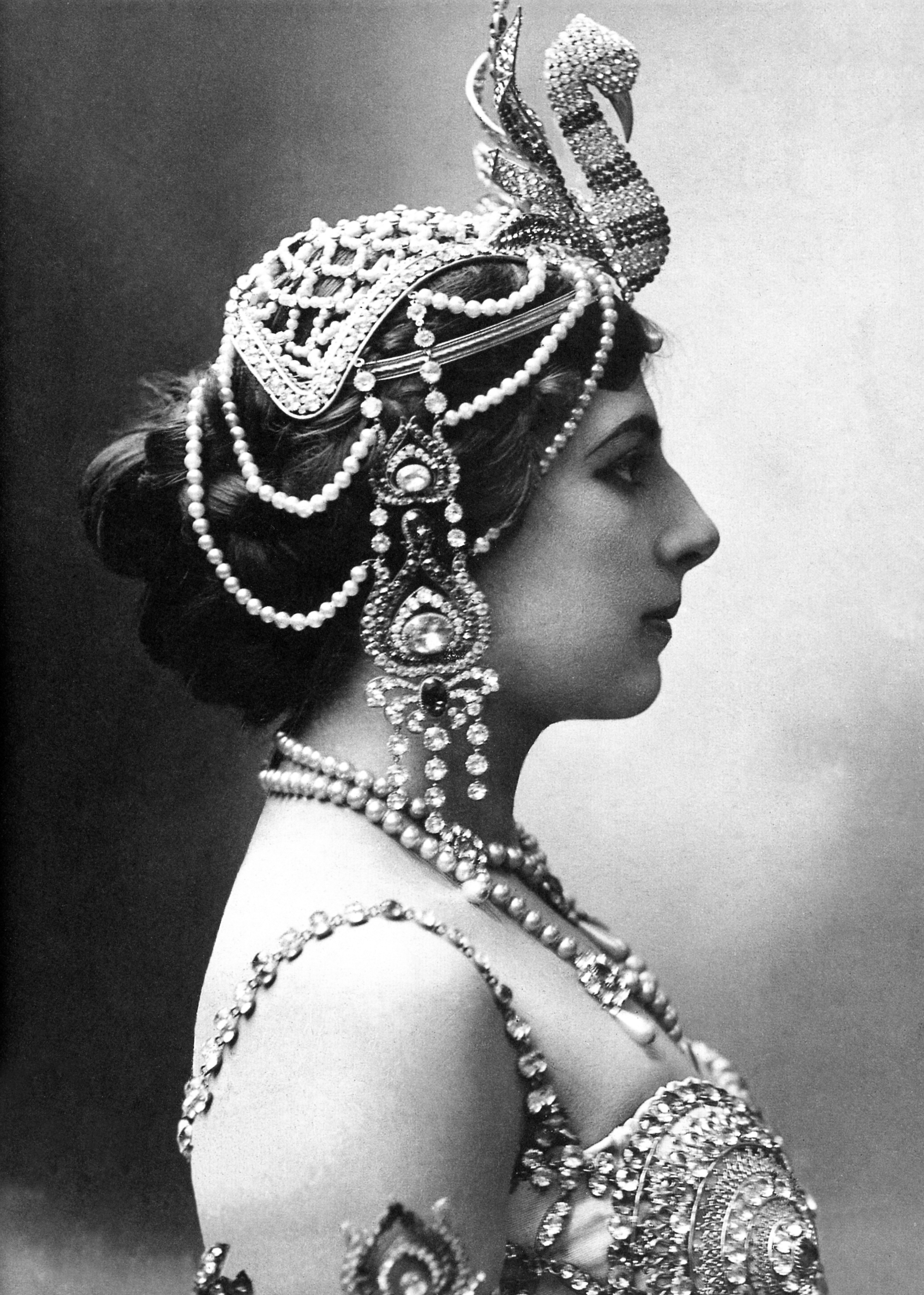
Mata Hari (1876-1917)
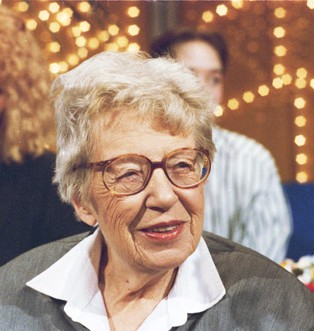
Annie M.G. Schmidt (1911-1995)
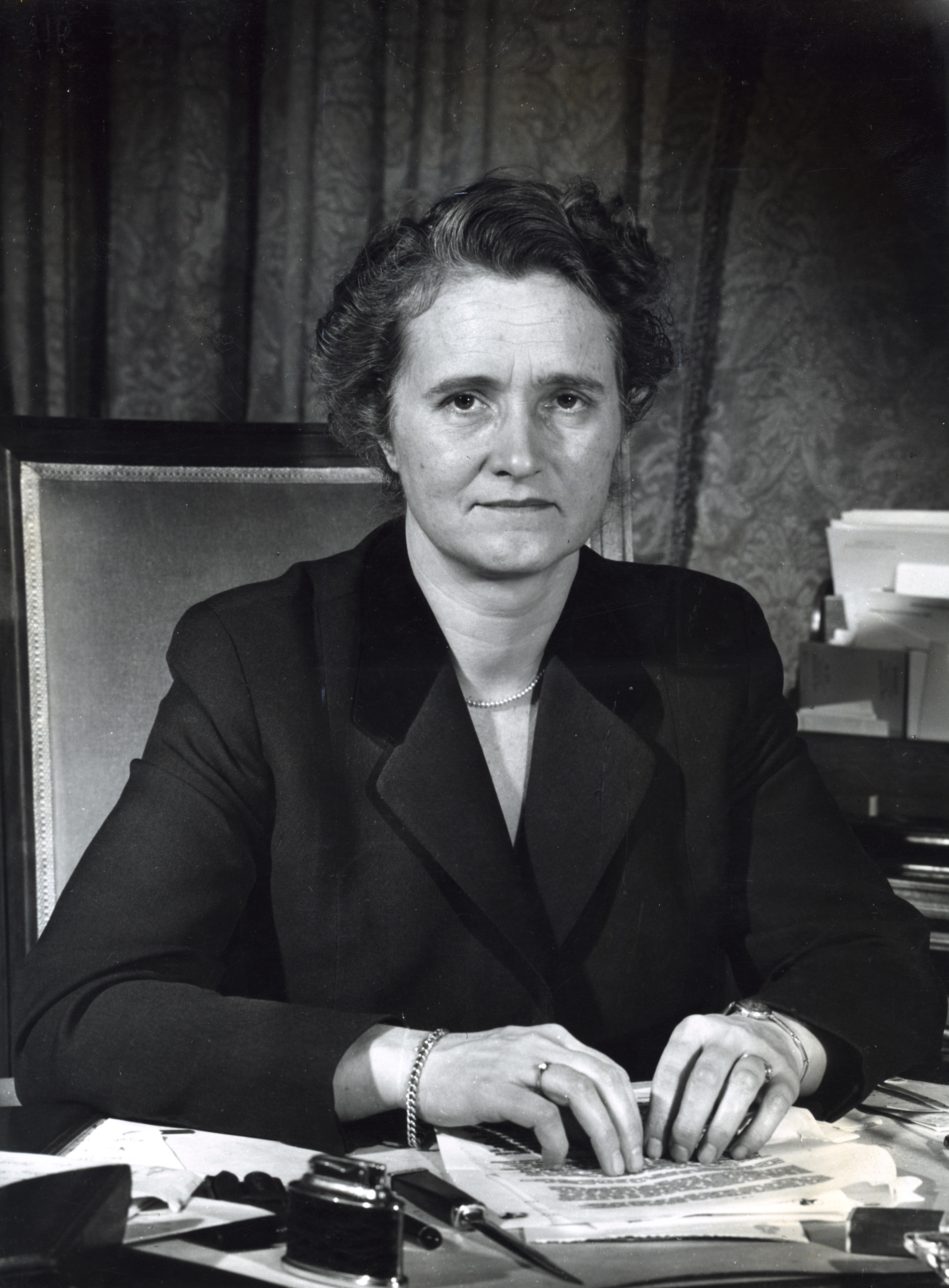
Marga Klompé (1912-1986)
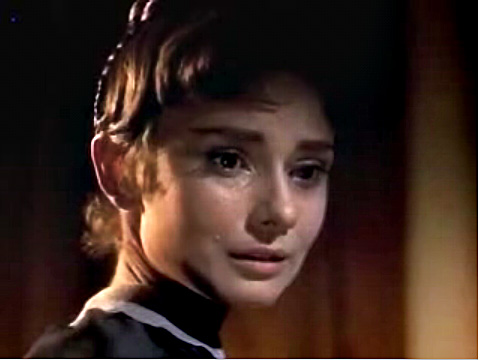
Audrey Hepburn (1929-1993)
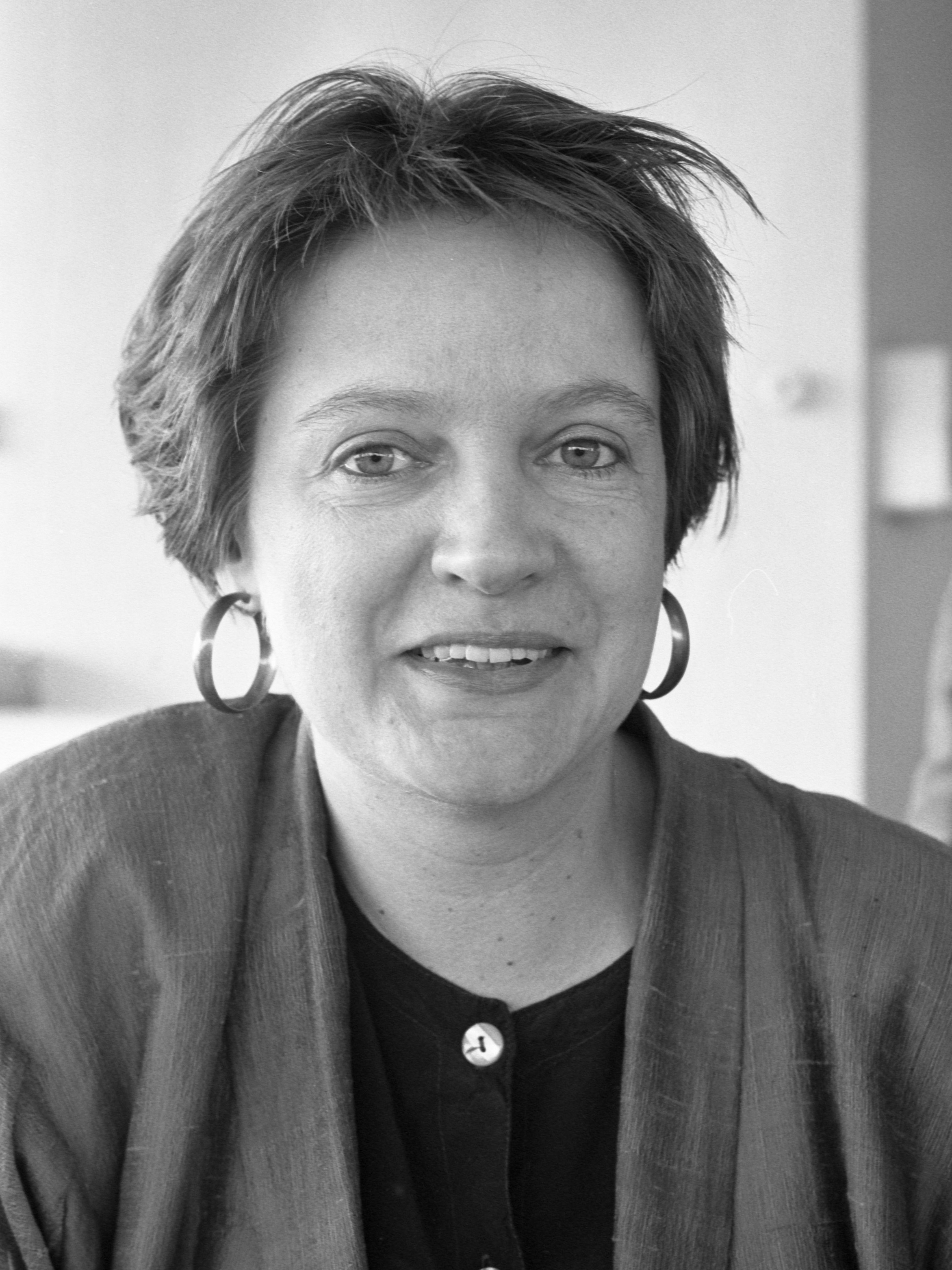
Karin Adelmund (1949-2005)

## Vervolg
In 2016 verscheen 101 vrouwen en de oorlog, en in 2018 1001 vrouwen in de 20ste eeuw, beide eveneens samengesteld door Els Kloek en vormgegeven door Irma Boom.
Om historisch onderzoek naar opmerkelijke vrouwen uit het verleden te stimuleren, werd de Stichting 1001-Vrouwen opgericht. De website van het vrouwenlexicon is ondergebracht bij het Huygens Instituut voor Nederlandse Geschiedenis. De stichting werd opgeheven in 2023.